# Terror Revolucionário no Império Russo

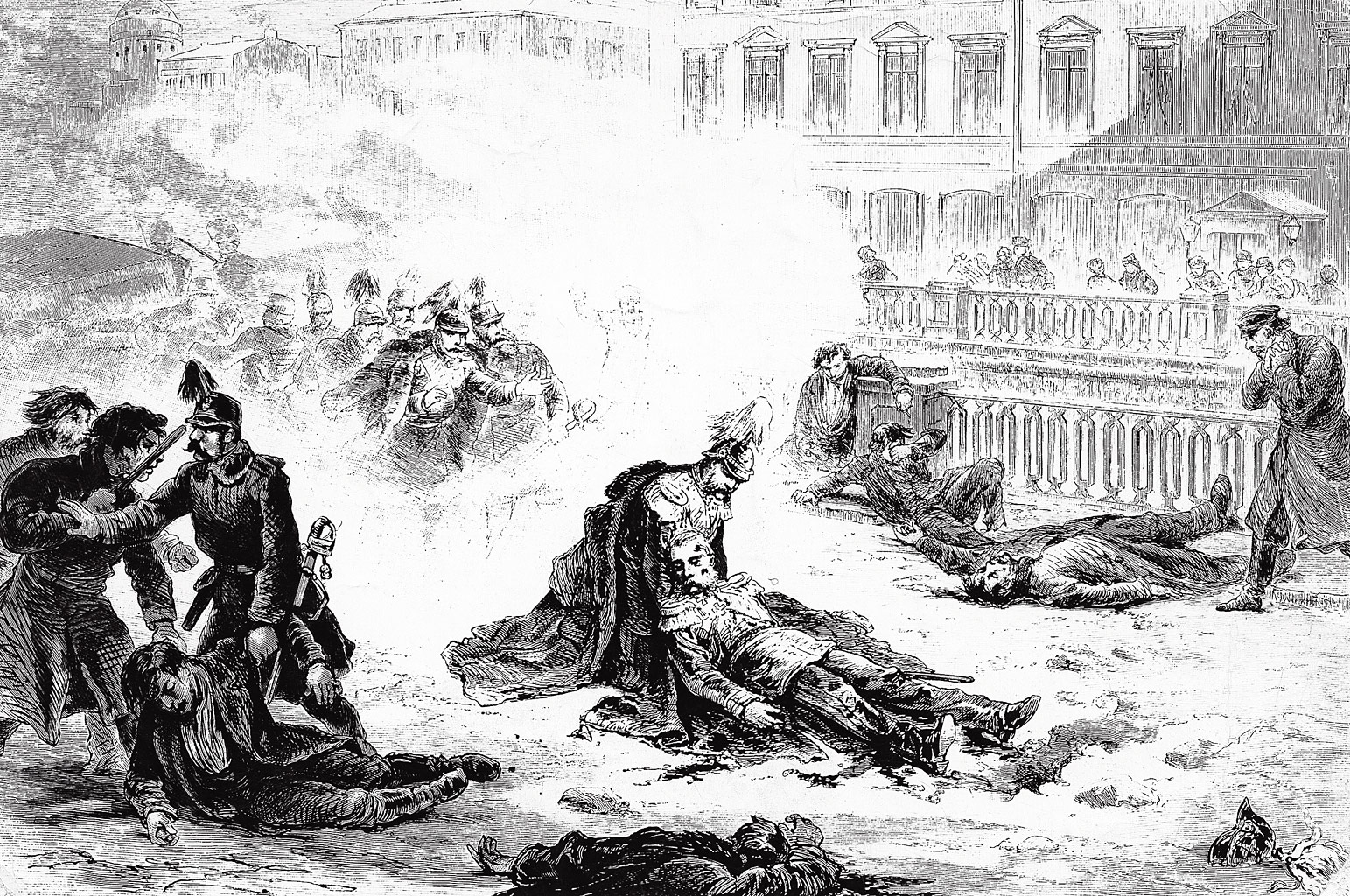
O assassinato de Alexandre II

O terror revolucionário no Império Russo foi um conjunto de ações realizadas na segunda metade do século XIX e no início do século XX por vários movimentos políticos de esquerda russos com o objetivo de realizar uma revolução social no Império Russo através do uso sistemático de violência contra autoridades governamentais. O terror era visto como uma forma de desorganizar o governo e induzi-lo a reformas, além de ser uma forma de pressionar o povo a se rebelar para acelerar o curso da história.
Em seu desenvolvimento, o terror revolucionário na Rússia teve dois picos distintos: no início das décadas de 1870 e 1880 e no início do século XX com um período especial de crise de 1905 a 1907. De acordo com os cálculos de A. Geifman, no século XIX cerca de 100 pessoas foram mortas por radicais de esquerda na Rússia e o número de ataques terroristas não ultrapassou 40. Entre 1901 e 1911, um total de 16.800 pessoas foram contadas (incluindo feridos) que foram vítimas de atos de terror. 

## Antecedentes

### Reforma camponesa de 1861
O terror revolucionário apareceu pela primeira vez como um fenômeno de massa após a reforma camponesa de 1861, também conhecida como a Abolição da Servidão. No entanto, a má aplicação da reforma iniciou um processo de empobrecimento rápido dos camponeses. Segundo Rozhkov, a reforma tornou-se "o ponto de partida de todo o processo que deu origem à revolução" na Rússia.
Os camponeses viram que eram dotados de areia e pântanos e parcelas dispersas de terras em que era impossível cultivar ... quando viram que isso era feito com o consentimento das autoridades do Estado, quando viram que não existia tal artigo misterioso da lei que presumiam proteger o povo ... estavam convencidos de que não tinham nada com que contar com o poder do Estado, que só podiam contar consigo mesmos.

### Manifesto da Rússia Jovem
Na primavera de 1862, enquanto sob investigação por agitação antigovernamental, Pyotr Zaichnevsky escreveu uma proclamação chamada "Rússia Jovem", na qual, pela primeira vez na Rússia, o terror foi abertamente reconhecido como um meio de alcançar a transformação social e política. Nesta proclamação foi afirmado o seguinte:
No sistema social moderno, em que tudo é falso, tudo é absurdo ... só há uma saída para esta situação opressora e terrível, que destrói o homem moderno, e na luta contra a qual se despendem as suas melhores forças, uma revolução, uma revolução sangrenta e inexorável, uma revolução que deve mudar radicalmente tudo, sem exceção, os fundamentos da sociedade moderna ...  

Em breve, chegará o dia em que desfraldaremos a grande bandeira do futuro, a bandeira vermelha, e com um forte grito de "Viva a república social e democrática da Rússia!" iremos ao Palácio de Inverno para exterminar os que aí vivem ...  Neste último caso, com plena fé em nós próprios, nas nossas próprias forças, na simpatia do povo por nós, no futuro glorioso da Rússia, por sermos os primeiros para realizar a grande obra do socialismo, gritaremos "aos machados" ... e depois atacaremos o Partido Imperial, sem piedade, pois agora não tem piedade de nós, atacaremos nas praças, se aquele bastardo vil ousar sair para dentro delas, atacaremos nas casas, atacaremos nos becos estreitos das cidades, nas ruas largas das capitais, atacaremos nas vilas e aldeias! 

Lembre-se, então, que aquele que não está connosco estará contra nós, aquele que está contra nós é nosso inimigo, e os inimigos devem ser exterminados por todos os meios.  

## Primeira onda de terror revolucionário

### Primeiras ações

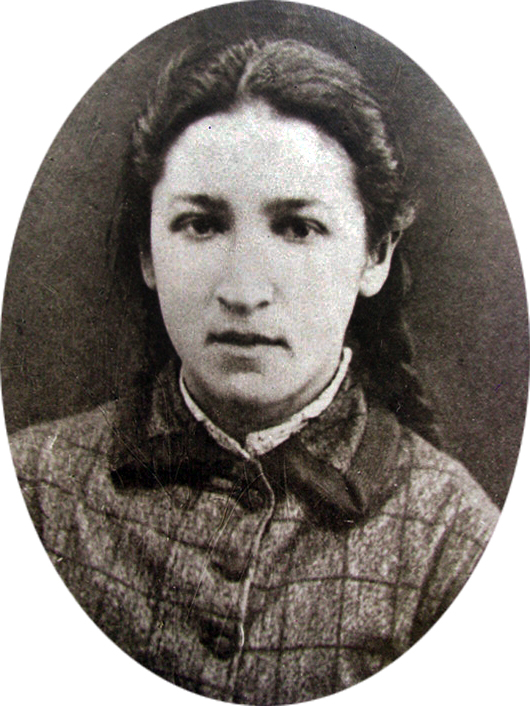
Vera Zasulitch

Em 4 de abril de 1866, a tentativa de assassinato do czar Alexandre II por Dmitry Karakozov inaugurou a era do terror revolucionário. E embora as ações de Karakozov tenham sido condenadas por vários líderes revolucionários, tiveram um grande impacto na juventude revolucionária. Kozmin escreveu sobre isso: "Karakozov e sua tentativa de assassinato foram um tópico comum de conversa entre a juventude revolucionária da época".
A primeira organização terrorista foi fundada por Sergey Nechayev em 1869 sendo chamada de "Sociedade de Repressão Popular". Nechayev fez uma lista de pessoas para realizar ataques, mas o único ato que cometeu foi o assassinato de um membro de sua organização, o estudante Ivanov, que se recusou a obedecer a Nechayev.
Um novo surto de terrorismo ocorreu em 1878, começando com um ataque de Vera Zasulitch ao prefeito de São Petersburgo, Fyodor Trepov. O júri acabaria por absolver Zasulitch e isso serviria, por um lado, para difundir ideias terroristas entre os jovens revolucionários e, por outro, para endurecer as medidas repressivas do governo czarista. Desde então, casos semelhantes de assassinatos políticos e ações violentas foram levados a tribunais militares em vez de julgamentos por júri. O ataque de Zasulitch foi seguido por uma série de atos terroristas.
O fracasso em "ir ao povo", a aparente impraticabilidade de um levante popular, de um lado, e as repressões governamentais, de outro, impulsionaram alguns movimentos em direção a métodos terroristas de luta política.

### Naródnaia Vólia

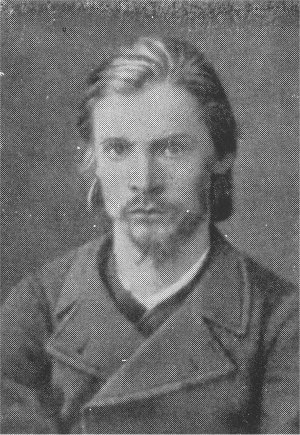
Pyotr Shevyrev

Em junho de 1879, foi criado o partido Naródnaia Vólia ("Vontade do Povo"), que organizou uma série de ataques ao czar. Naródnaia Vólia tinha cerca de 500 membros ativos. Dos membros da base do Naródnaia Vólia, 12 pessoas participarão da preparação e execução das oito tentativas de assassinato contra o czar.
A organização estabeleceu como meta o terror para desorganizar o governo e incitar as massas. Uma verdadeira caça a Alexandre II foi organizada. No outono de 1879, três tentativas foram feitas. Em 5 de fevereiro de 1880, houve uma explosão no Palácio de Inverno em que o czar não ficou ferido, mas houve dezenas de mortos e feridos. Em 1º de março de 1881, ocorreu um ataque no qual Alexandre II foi mortalmente ferido.
Depois do regicídio, o Comitê Executivo do Naródnaia Vólia apresentou ao novo czar Alexandre III uma carta de ultimato em 10 de março, na qual ele declarava estar pronto para acabar com a luta armada e "se engajar no trabalho cultural em benefício dos nativos". Nela:
Ou uma revolução, completamente inevitável, que não pode ser evitada com execuções, nem com um apelo voluntário do poder supremo ao povo. No interesse da pátria ... para evitar os terríveis desastres que sempre acompanham a revolução, o Comitê Executivo dirige-se a Sua Majestade com o conselho de escolher o segundo caminho
Em 17 de março, todos os envolvidos no assassinato de Alexandre II foram presos e posteriormente levados à justiça. Em 3 de abril, eles foram enforcados. O assassinato de Alexandre II, ao contrário das suposições dos teóricos socialistas, não levou à revolução; em vez disso, levou a rumores de que o czar foi assassinado pelos nobres para restaurar a servidão. Nos anos seguintes, foram feitas tentativas para reviver Naródnaia Vólia. Um deles sob a liderança de Pyotr Shevyrev e Alexander Ulyanov. Com a prisão do grupo Shevyrev - Ulyanov, após o ataque fracassado a Alexandre III, em 1º de março de 1887, o terror revolucionário na Rússia cessou por quase 15 anos.

## Segunda onda de terror revolucionário

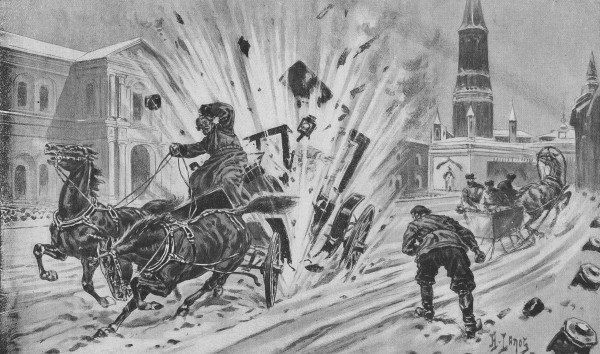
O assassinato de Sérgio Alexandrovich por Ivan Kaliáiev. Ivan Kaliáiev pertencia à Organização de combate SR.

Uma nova onda de terror revolucionário surgiu no início do século XX devido à recusa do governo em implementar reformas. Como A. Geifman aponta, um dos principais pré-requisitos para o crescimento do terror durante este período foi a coexistência de crescimento socioeconômico e atraso político no Império Russo. Muitos grupos sociais não encontraram lugar para si na velha estrutura social, que os empurrou para o caminho da atividade revolucionária e do terror. Ao contrário dos terroristas da segunda metade do século XIX, a maioria dos terroristas da nova onda revolucionária veio da primeira geração de artesãos e trabalhadores que se mudaram das aldeias camponesas para a cidade em busca de trabalho. Freqüentemente, vinham de famílias de camponeses empobrecidos e viviam em condições econômicas difíceis, adaptando-se lentamente ao ambiente. Estas pessoas sucumbiram facilmente à convulsão revolucionária e, por exemplo, de todos os assassinatos políticos perpetrados pelo Partido Socialista Revolucionário, mais de 50% foram cometidos por trabalhadores.
As contra-reformas de Alexandre III, que limitaram muito ou anularam as medidas do seu antecessor, tornaram possível considerar impossível trabalhar de forma eficaz e pacífica no quadro do regime político existente. A fome que surgiu como resultado da má colheita de 1891, simultaneamente com a eclosão das epidemias de cólera e tifo, desempenhou outro papel importante na ação dos revolucionários. Sobrepostos à pobreza geral das aldeias, eles criaram um terreno fértil para levantes radicais e círculos revolucionários surgiram em todas as regiões devastadas pela fome. No entanto, o caráter pacifista obrigou os revolucionários a retomar a ideia do terror individual como meio de fomentar um levante popular. Os avanços científicos e tecnológicos tornaram mais fácil para os radicais a produção de armas de design simples e em grande escala. Segundo os contemporâneos, “agora qualquer criança pode fazer um artefato explosivo com uma lata vazia e preparações farmacêuticas”. Segundo A. Geifman, os terroristas com suas ações queriam provocar um endurecimento da política repressiva do governo, a fim de aumentar a agitação social e provocar um levante.

### Socialistas revolucionários
O Partido Socialista Revolucionário foi formado no final de 1901 e se tornou o único partido russo a incluir oficialmente as idéias de terrorismo em seus documentos de programa. O Partido viu suas táticas terroristas como uma continuação da Naródnaia Vólia.
Em abril de 1902, a Organização de combate SR (BO), que fazia parte do Partido Socialista Revolucionário, tinha uma posição autônoma dentro do partido liderada por Grigory Gershuni, Yevno Azef e Boris Savinkov. Esta organização foi a organização terrorista mais eficaz do início do século XX, cometendo um grande número de atos terroristas contra oficiais de alto escalão e policiais.

### Bolcheviques

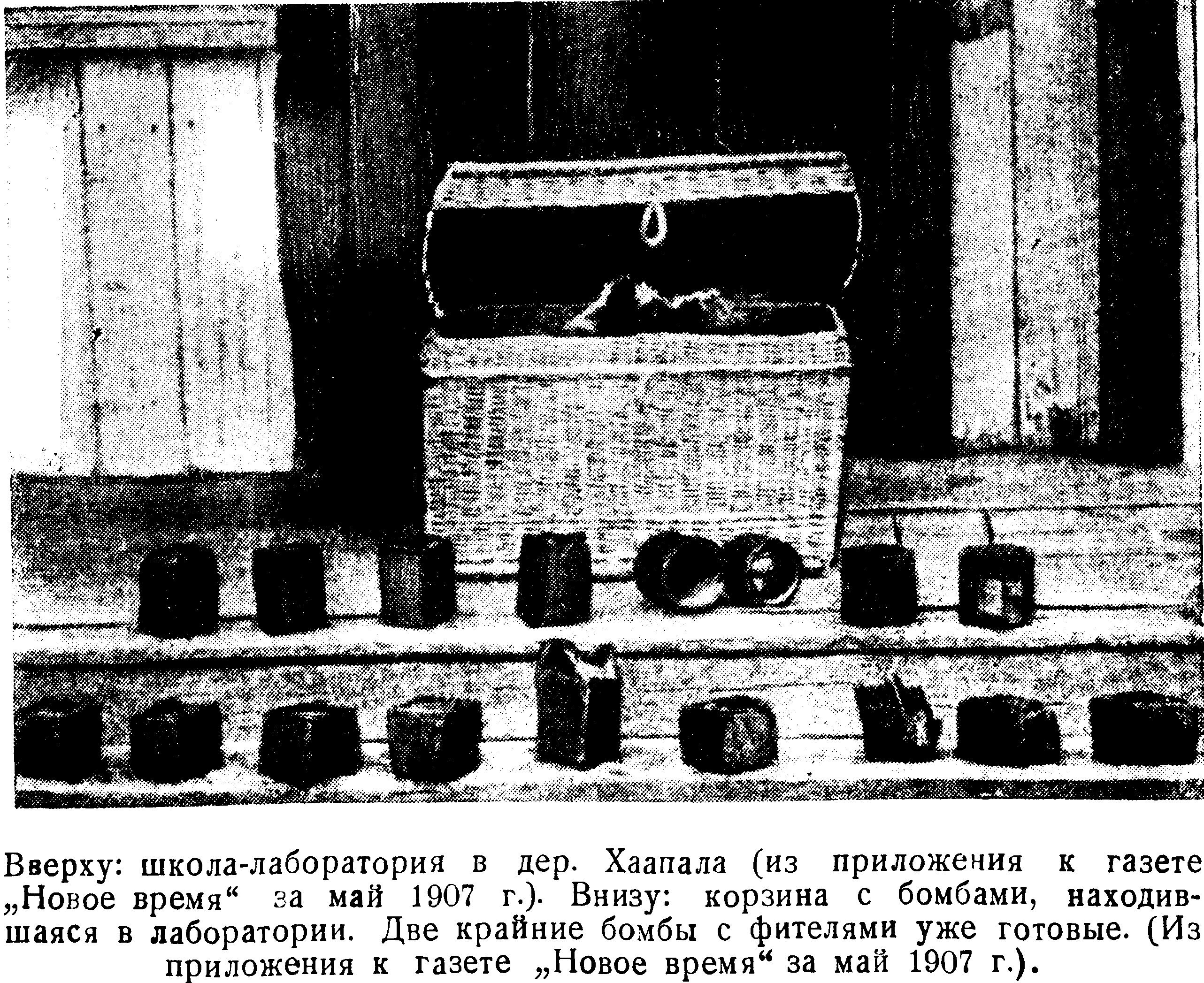
Uma cesta de bombas da escola-laboratório bolchevique na aldeia de Haapala (1907)

Como os socialistas revolucionários, que praticavam o terror de forma ampla, os bolcheviques tinham sua própria organização militar conhecida como "Grupo Técnico de Combate", "Grupo Técnico do Comitê Central", "Grupo Técnico Militar".
A historiadora Anna Geifman conclui que, entre todas as organizações, os seguidores de Lenin eram "os menos dogmáticos em sua abordagem da violência política" e colaboravam ativamente com outros terroristas. Dos discursos de Lenin, onde foi enfatizado que "os bolcheviques e os socialistas revolucionários devem ir separados, mas lutar juntos", uma resolução de operações militares conjuntas foi adotada.

Nos ataques terroristas na periferia da Rússia, os bolcheviques colaboraram ativamente com os anarquistas. O confidente de Lenin, Viktor Taratuta, não estava apenas envolvido em tentativas de "lavagem" do dinheiro roubado durante o assalto ao banco de Tíflis em junho de 1907, mas também em ajudar os anarquistas a "lavar" seu próprio dinheiro obtido durante os roubos. Nos arredores da Rússia, no Báltico, na Polônia, no Cáucaso e nos Urais, os bolcheviques, os socialistas revolucionários e os anarquistas até se uniram em destacamentos partidários.
Ainda mais significativa foi a disposição dos camaradas de Lenin de cooperar com criminosos comuns que estavam ainda menos interessados na doutrina socialista do que os irmãos da floresta de Lbov, mas que, no entanto, provaram ser parceiros muito úteis no contrabando e a venda de armas. Em suas memórias, os bolcheviques argumentaram que alguns de seus assistentes no mundo do crime estavam tão orgulhosos de sua participação na luta antigoverno que se recusaram a receber recompensas monetárias por seus serviços, mas na maioria dos casos os bandidos não eram tão altruístas. Em geral, eles exigiam dinheiro por sua ajuda, e foram os bolcheviques, que possuíam as maiores quantias de dinheiro expropriado, que mais voluntariamente fizeram acordos comerciais com contrabandistas, criminosos e traficantes de armas.

### Terroristas jovens
Os radicais envolveram menores em atividades terroristas. Esse fenômeno se intensificou após a explosão da violência em 1905. Os extremistas usaram crianças para uma variedade de missões de combate. As crianças ajudaram os militantes a fazer e ocultar dispositivos explosivos e também estiveram diretamente envolvidas em ataques terroristas. Muitos esquadrões de combate, especialmente bolcheviques e socialistas revolucionários, treinaram e recrutaram menores, juntando-os a células juvenis especiais. A assistente mais nova era Liza, uma filha de 4 anos de Drabkina, conhecida como "Camarada Natasha". Esta mulher bolchevique levou sua filha para se proteger quando ela carregava mercúrio explosivo.

## Fim do terror revolucionário
Após a derrota da revolução em 1907, o terror não parou na Rússia, que continuou até a Revolução de Fevereiro de 1917. A maior preocupação com o terror durante este período foi demonstrada pelos bolcheviques, cujo líder, Lenin, em 25 de outubro de 1916 escreveu que os bolcheviques não se opunham de forma alguma aos assassinatos políticos, apenas o terror individual deveria ser combinado com movimentos de massas.
Para os historiadores Budnitsky e Leonov, o fim do terrorismo revolucionário ocorreu em setembro de 1911, quando Pyotr Stolipin foi mortalmente ferido na Ópera de Kiev. No entanto, para A. Geifman, o terror duraria até à execução da família Romanov, em julho de 1918. Lantsov postula que "os últimos ecos do terrorismo russo tradicional" foram as ações cometidas pelos social-revolucionários e anarquistas entre 1918 - 1919 como o assassinato de Volodarsky, comissário de Propaganda e Agitação (junho de 1918), o ataque contra Lenin (agosto de 1918) e a explosão no edifício do Comitê de Moscou do PCR (b) (setembro de 1919).